# ئی اسپیک
ئی‌اِسپیک ان‌جی (به انگلیسی: eSpeakNG) یک موتور متن به گفتار آزاد و متن‌باز با پشتیبانی از تعداد بسیار زیادی زبان با کیفیت‌های مختلف است که زبان فارسی به آن توسط گروه برنامه‌نویسی ئی‌اسپیک فارسی افزوده شده‌است.
صدای ئی‌اِسپیک به دلیل استفاده از سنتز سازند ماشینی است لیکن این طراحی باعث می‌شود که گفتار آن حتی در سرعت‌های بالا قابل درک باشد.
از این موتور متن به گفتار در پروژه‌های اوبونتو، یک لپ‌تاپ برای هر کودک، مترجم گوگل و صفحه‌خوان NVDA استفاده شده‌است.